# 美元
美元（ISO 4217代码：USD），又稱美金，是美國作為存款債務的官方貨幣。它的出现是由于《1792年铸币法案》的通过。而同时也作为國際準備貨幣在美国以外的国家广泛使用。目前美元的发行是由美国联邦储备系统控制。美元通常可以使用符号“$”来表示，而用来表示美分的标志是“¢”。国际标准化组织为美元规定的ISO 4217标准代号为USD。

## 概要
一美元等于100美分。开始的时候更细的划分是密尔（mill），一美元分为1000密尔，这个单位现在已经不再使用。美元的发行权属于美国财政部，主管部门是美国国库，承担具体发行业务的是美國联邦储备系统。从1929年起，美元钞票的印制由雕刻與印刷局来进行，而硬幣是由美國鑄幣局所鑄造。目前流通的纸币面额有100、50、20、10、5、2、1元等7种，另有1元和50、25、10、5和1分铸币。历史上还曾经发行过500、1000、5000、10,000以及100,000美元面额的美元钞票。其中面额为100,000美元的纸币并不在公众中流通，它主要用于联邦储备银行与美国财政部之间进行结算交易。

### 含金量
在1776年美國獨立後，以美元作貨幣。在1792年，當時的美國對美元採用了金银复本位制，按照当年颁布的美國法律《铸币法案》，一美元折合371.25格令（約24.057克）纯银或24.75格令（約1.6038克）纯黃金，一直到1873年。而當時一美元的價值的24.057克白銀，即大約相等於一枚西班牙銀圓。因美國政府甚少鑄造一美元的硬幣，因此在南北戰爭前，西班牙銀圓一直是美國主要流通的貨幣之一，而後也兼用墨西哥銀圓，美國各官、私銀行亦多以西班牙銀圓作儲備，美國人大多用鈔票兌換西班牙銀圓或墨西哥銀圓。
第一任美国财政部部长上任后，美国货币采用了“金本位制”。到1914年一次世界大战爆发，由于各国停止了黄金的进出口，金本位体系即告解体。在金本位制度后期，美元含金量为1.50466克。1934年1月31日，一美元含金量被规定为13.714格令（合0.888671克）。黄金官价由每盎司20.67美元提高到35美元。到1934年美元贬值，美国政府将1922年以前版的各种券类钞票逐渐收回。贬值后的美元不能兑现，仅外国中央银行可按官价向美国政府兑换黄金。1946年12月18日，国际货币基金组织正式公布美元含金量为0.88867克。之後，由于美国国际收支持续逆差，导致通货膨胀严重，美元危机加深。
1970年8月15日，美国总统尼克松宣布美元贬值并且停止美元兑换黄金，布雷顿森林体系开始崩溃，为克服国际金融市场混乱的状况，主要资本主义国家一再磋商，最终于1971年12月达成“史密森协定”。其主要内容有：美元对黄金贬值7.89%，黄金官价从每盎司35美元提高到38美元；汇兑平价的幅度由1%扩大到2.5%，美元含金量贬为0.818513克，对“特别提款权”比价由原来的1:1贬至1.08571美元等于1“特别提款权”。然而，这些措施也未能阻止美国国际收支逆差和美元危机的恶化。
1973年2月12日，美元再次贬值10%，含金量减为0.73662克，黄金官价每盎司提高到42.22美元。对特别提款权比价贬至1.20635美元等于1“特别提款权”。欧洲国家及其他主要资本主义国家纷纷退出固定汇率制，固定汇率制彻底瓦解，美元汇价走向浮动。

## 貨幣發展史

### 初期
- 1776年，美國獨立後，以美元作貨幣。

### 北美十三殖民地货币区
- 1792年，美元在北美十三州形成了货币区，美国在当时只是一个拥有400万人口的国家，並以金银复本位制為基礎而頒行铸币法案，規定一美元折合371.25格令（約24.057克）纯银、或24.75格令（約1.6038克）纯黃金。

### 金本位實施
南北戰爭後重建熱潮在1877年結束，金本位從1879年開始實施。

### 第一次世界大戰後
- 第一次世界大战中，欧洲国家的黄金競相流入美国以投入戰爭準備與軍事裝備的研發投入、購買。而美国联邦储备银行将这些黄金作为法定货币导致了美元通货膨胀。
- 1918年第一次世界大战結束後，當時的美国經濟總量大於其余三個最大的国家：英国、德国、法国，甚至它们的总和，这使得美元的地位日益突出。
- 从1914年到1920年黃金兌換美元的价格水平翻了近一倍。后来美国联邦储备银行决定治理通货膨胀，试图使价格恢复到原来的水平。

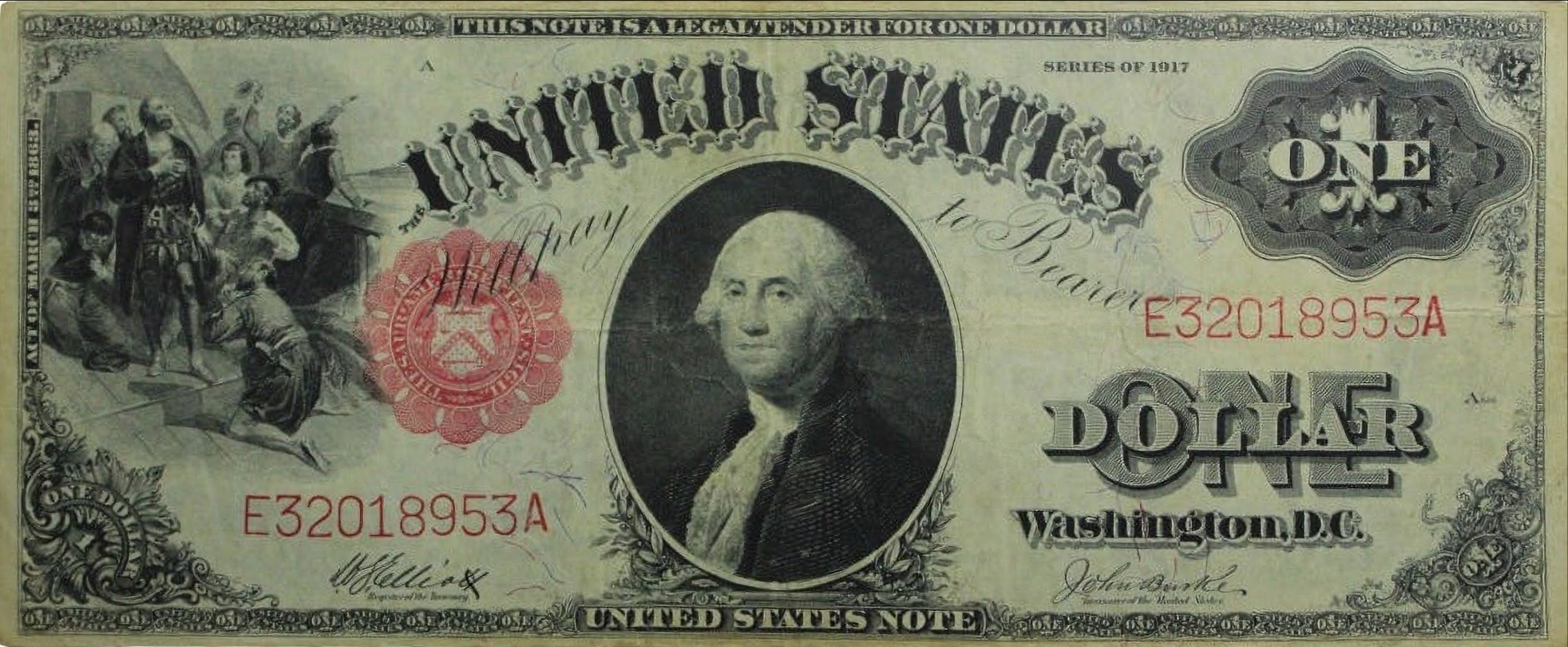
1917年的1美元

### 1929年至1933年經濟大恐慌
- 接下来便是一段通货紧缩时期，价格水平在1930年一年内便从200降到140，下降了30%，这是美国历史上最大的通货紧缩，導致了1929年的經濟大蕭條。虽然金本位体系的35年是自由资本主义繁荣昌盛的“黄金时代”，固定汇率制拥有保障国际贸易和信贷安全，方便生产成本核算，避免了国际投资风险的优点。在一定程度上，它推动了国际贸易和国际投资的发展。然而，严格的固定汇率制使各国难以根据本国经济发展的需要执行有利的货币政策，经济增长受到较大制约。

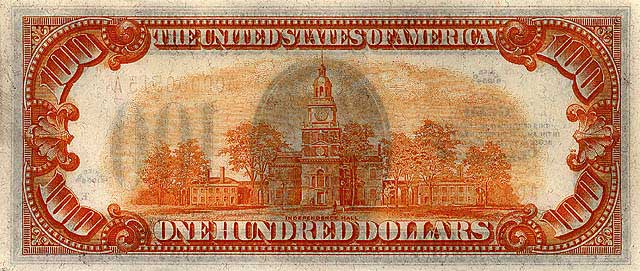
1934年的100美元

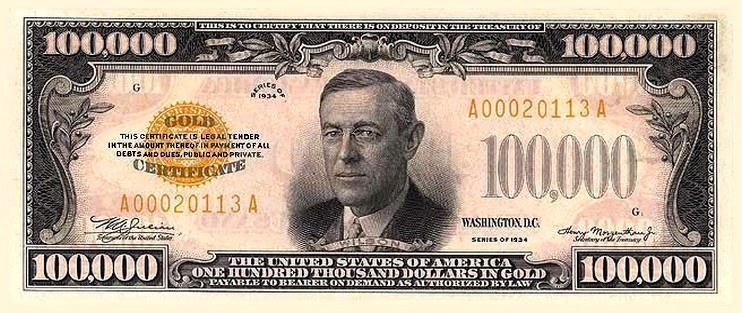
1934年的10萬美元面額金券（只作為聯邦儲備銀行之間的結算券）

- 在第二次世界大战期间，国际货币体系更是乱成一团。为了解决这种混乱的状况，1943年，美国财政部官员怀特和英国财政部顾问凯恩斯分别从本国利益出发，设计战后国际货币金融体系，提出了两个不同的计划，即“怀特计划”和“凯恩斯计划”。“怀特计划”主张取消外汇管制和各国对国际资金转移的限制，设立一个国际稳定基金组织发行一种国际货币，使各国货币与之保持固定比价，也就是基金货币与美元和黄金挂钩。会员国货币都要与“尤尼它”保持固定比价，不经“基金”会员国四分之三的投票权通过，会员国货币不得贬值。而“凯恩斯计划”则从当时英国黄金储备缺乏出发，主张建立一个世界性中央银行，将各国的债权、债务通过它的存款账户转账进行清算。
- 1946年12月18日，国际货币基金组织正式公布美元含金量为0.88867克。

### 布雷顿森林体系崩溃後
- 1971年8月15日，美国总统尼克松宣布美元贬值并且停止美元兑换黄金，布雷顿森林体系开始崩溃。
- 1971年12月，主要资本主义国家一再磋商，終於達成“史密森协定”。其主要内容有：美元对黄金贬值7.89%，黄金官价从每盎司35美元提高到38美元；汇兑平价的幅度由1%扩大到2.5%，美元含金量贬为0.818513克，对“特别提款权”比价由原来的1:1贬至1.08571美元等于1“特别提款权”。
- 1973年2月12日，美元再次贬值10%，含金量减为0.73662克，黄金官价每盎司提高到42.22美元。对特别提款权比价贬至1.20635美元等于1“特别提款权”。

## 历史上的地位
第二次世界大战末期，意大利已经投降，納粹德國在东线转为战略防御，日本已经失去了在太平洋地区进行大规模战役的能力，它们的国内经济更是接近崩溃；而英国和法国的经济实力在战争中也遭受严重破坏；苏联的状况也同英法一样，第三个五年计划还未完成就遭到纳粹德国的侵略；1945年美国国民生产总值占全部资本主义国国民生产总值的60%，美国的黄金储备从1938年的145.1亿美元增加到1945年的200.8亿美元，约占世界黄金储备的59%，相当于整个自由世界黄金储备的3/4，这使它登上了自由主义世界盟主地位。在这种形势下，二战后形成了以美元为中心的国际货币体系。
1944年7月，在第二次世界大战即将胜利的前夕，二战中的44个同盟国在英国和美国的组织下，在美国新罕布什尔州（New Hampshire）的布雷顿森林村（Bretton Woods）一家旅馆召开了730人参加的“联合和联盟国家国际货币金融会议”，通过了以美国财长助理怀特提出的怀特计划为基础的《国际货币基金协定》和《国际复兴开发银行协定》，总称布雷顿森林协定，从此开始了布雷顿森林体系。
美元在国际货币体系中的这种优势地位，给美国带来了巨大的利益。
首先，它使美国可以不受限制地向全世界举债，但其偿还债务却是不对等的或者干脆是不用负责任的。因为它向别国举债是以美元计值的，它可以让印钞厂毫无节制得加印美元，即便造成美元贬值，也能减轻其外债负担，又可刺激出口贸易，改善其国际收支状况。此外，由于美经济实力雄厚，投资环境比较稳定，在美投资能带来较多利润，因此，许多人都想在美投资。而大量流通性美元资金的到来，使其利率下降，弥补财政赤字的成本得到压缩。另外，在通常情况下，当一个国家的国际收支出现逆差时，一般要进行经济政策的调整。而美国却不必这样做。因为美元是国际货币，当美国出现外贸逆差时，美政府可通过印刷美钞来弥补赤字，维持国民经济的平衡，而将通货膨胀转嫁给其他国家。这正是战后的美国虽经历了数十年的高额财政赤字却依然能保持经济状况稳定的主要原因，所以可以見到在二戰後的經濟總量增長圖中，美國一枝獨秀。
再有，还可以使美国获得巨额的铸币税：指政府发行货币取得的利润（等于铸币币面价值与铸币金属币价的差额）。在金本位崩溃之后，以纸币为基础的信用本位取代了金本位；美元代行国际货币职能，给美国带来了巨大利益。当一张毫无价值可言的纸币被国家印制出来时，铸币税就等于这张纸币所能购买到的社会产品价值，中间的差额即为美国的“铸币税”。
根据美国国家安全局1994年公布，全世界美钞流通量为3500亿元，1/3在美国境内流通，2/3在外国流通。纽约联储局报告称，在2002年末，在市面流通的6,200亿美元货币中，有大约55%到60%，即3,400亿到3,700亿美元左右是在美国以外地区流通的。根据联邦储备体系最近的估计，在所有流通的美元中，大约三分之二为美国境外持有。在2012年底於全世界流通的美国货币总额已达一一千兩百六十七亿美元。仅在1989到1996年3月间，流到俄罗斯和阿根廷的美钞就分别达到了440亿和350亿美元。而美国印制一张1美元钞票的材料费和人工费只需0.03美元，却能买到价值1美元的商品，美国由此得到每年大约250亿美元的巨额铸币税收益，二战以来累计收益在二美元左右。

世界上歐元與美元之比較
美國
自行使用美元
貨幣與美元掛勾
貨幣在固定範圍內與美元掛勾
歐元區
自行使用歐元
貨幣與歐元掛勾
貨幣在固定範圍內與歐元掛勾

但是由于二战时的通货膨胀、二战后的通货膨胀、朝鲜战争和越南战争时期的通货膨胀、以及两次通货膨胀间的另一轮通货膨胀，使美国价格水平在1934年到1971年间上涨了2倍，同时美国依靠其雄厚的经济实力和黄金储备保持黄金的美元比价不变，高估美元，低估黄金。这时各国央行开始储备黄金，将手中的美元兑换成黄金以增加它们的储备。1948年，美国拥有全世界70%的货币性黄金储量也就是7亿盎司。而随着日本和西欧经济复苏和迅速发展，美国的地位不断下降，美元灾加剧了黄金供求状况的恶化，在20世纪50年代与60年代，美国为发展国内经济及对付越南战争造成的国际收支逆差，又不断增加货币发行，这使美元远远低于金平价，使黄金官价越来越成为买方一相情愿的价格。欧洲由于越南战争产生了一股反美情绪，法国带头把所有的顺差以黄金的形式进行储备。于是美国的黄金储备从1948年的7亿盎司降到1970年的2亿5千万盎司，有一半以上将近三分之二黄金储备流失了，进一步增加了美元的超额供应和对黄金的超额需求。加之国际市场上投机者抓住固定汇率制的瓦解趋势推波助澜，大肆借美元对黄金下赌注，导致固定汇率制彻底崩溃。1971年出现了「美元危机」，从60年代到70年代，爆发这样的美元危机就达11次之多。尽管美国政府为挽救美元采取了许多应急措施，都未能奏效。

## 纸币
美元纸币是采用棉纤维和麻制成的。棉纤维使纸张不易断裂，吸墨好、不易掉色。麻纤维结实坚韧，使纸张挺括，经久流通不起毛，对水、油及一些化学物质有一定的抵抗能力。美元纸张中没有添加增白剂，呈本白色，在紫光灯下不反光。
| 面值 ($) | 正面图案 | 正面图案          | 背面图案                                    | 背面图案         |
| -------- | -------- | ----------------- | ------------------------------------------- | ---------------- |
| 1        |          | 乔治·华盛顿       |                                             | 美国国徽         |
| 2        |          | 托马斯·杰斐逊     | リンク=Special:FilePath/US_reverse-high.jpg | 美国独立宣言签署 |
| 5        |          | 亚伯拉罕·林肯     |                                             | 林肯纪念堂       |
| 10       |          | 亚历山大·汉密尔顿 |                                             | 美国财政部       |
| 20       |          | 安德鲁·杰克逊     |                                             | 美国白宫         |
| 50       |          | 尤利西斯·格兰特   |                                             | 美国国会大厦     |
| 100      |          | 本杰明·富兰克林   |                                             | 美國獨立紀念館   |

## 防偽設計

### 1880-1928
自1880年起，美钞的纸张内夹有红蓝纤维丝，这种纤维丝是在造纸时掺入纸浆的。因此，纤维丝有的夹在纸中，有的浮于表面，用针尖可以把纤维丝挑出来。在1928年以前，红藍纤维丝分布在钞票的正中，由上至下狭长的一条。

### 1928-1934
1928年及以后各版，纤维丝漫布全版。

### 1934-1990
1934年以后各版，油墨中添加了磁物质，具有磁性。真美钞采用荧光油墨和磁性油墨等专用油墨特制，故美钞正面右侧的绿色徽记和绿色号码，在白纸上用力擦拭后，纸上能留下“绿痕”。

### 1990-1996
1990年起，美元纸张中（人像左侧）加入了一条被称为“迈拉”的聚酯类高分子物质制成的安全线，安全线上有美元符号及面额数字，迎光透视清晰可见。美元正面油墨为黑色稍深，略带灰色，背面为绿色。
1990年版以后，下面肖像窗周围加有缩微文字。

### 1996-
1996年以后发行的部分美元会随光线角度不同而显示一会黑一会绿。美元的主要图案是雕刻凹版印刷，库印及连号等为凸印。

## 版面标记
在美元纸币上有各种用字母、数字或者是图案做成的标记，他们中有的是用于辨认美元纸钞真伪的，而有的是用来宣扬宗教信仰。
- 一般在美元中显著的位置（硬币就在人物头像的下方，纸币上的一般位于反面中线的上方）有一句标语"In God We Trust"（我们信仰上帝）。此铭刻首次出现于1864年的两美分硬币上。自1955年起，美国国会使它成为法定的國家格言。现今法律规定，所有美国硬币和纸张钞票上都必须使用此标语。第一次于纸张钞票出现，是在1957年系列发行的1元“银券”，并开始在1963年系列的“联邦储备钞券”出现。
- 一美元印有美國國徽正反面於鈔票反面，右邊為老鷹，左邊為全知之眼
- 库印（TREASURY SEAL）。美钞下面印有美国国库印记，联邦准备券的库印印在右边。其他券类的库印，1928年的在左边，1934年版起一律改印在右边。

早期库印为圆形，外围有四十个齿，每个齿粗细大小均匀，圆内一圈有拉丁文字“THESAUR AMER SEPTENT SIGIL”，圆的中心是一个盾牌，盾牌被一个倒V字分为上下两个部分，上半部为一个天平，周围分布有32个圆点，倒V字内有13颗五角星，下半部分为一把钥匙，钥匙孔为一个“T”字形，周围有17个圆点，整个盾牌内有49个圆点。自1969年版起，库印进一步简化，文字改为英文“THE DEPARTMENT OF THE TREASURY, 1789”（财政部，1789），盾牌外围的花纹取消，上半部是22个圆点，下半部是17个圆点，共39个圆点。1928年和1934年版是大库印，直径为20毫米，1935年版及以后各版一律改为小库印，直径为16毫米，图案和文字不变。库印的颜色有绿、藍、黄、红、棕五种，按券类而不同。库印的上方是首都的地名“WASHINGTON,D.C.”（文中所讲的是指1美元和2美元面值纸钞，下文所讲的行印现其他的面值都是直接写字母数字组合）
| 波士顿       | A | 1  |
| 纽约         | B | 2  |
| 费城         | C | 3  |
| 克利夫兰     | D | 4  |
| 里士满       | E | 5  |
| 亚特兰大     | F | 6  |
| 芝加哥       | G | 7  |
| 圣路易斯     | H | 8  |
| 明尼阿波利斯 | I | 9  |
| 堪萨斯城     | J | 10 |
| 达拉斯       | K | 11 |
| 旧金山       | L | 12 |

- 行印（BANK SEAL）。由联邦储备银行印制的美元上除了库印外还有不同联邦银行的行印，其它券种则没有。行印表示发行该券的银行，行印是黑色圆形，直径为16毫米，外围有三十个齿。圆内有两圈文字外圈为联邦储备银行名称，内圈为城市名。行印的中心是银行的代号字母（该字母与连号首位的字母相同）。1934年版和以前各版，是大行印，外围无齿，直径为19毫米。1950年版和以后各版是小行印，直径为16毫米。
- 四开号（QUADRANT NUMBER）。1963年版及以后各版美元是在一张大纸上印三十二张钞票，但字母只是26个，不够用，于是把一张大纸先划为四开，每开印八张，并使用八个检查字母（A-H），表示每张钞票在某一开的位置。四开再按1-4编号，称四开号，用小字印在左上角检查字母的右下角。例如C2表示此票在印制时是在第2开的第三个位置。
- 版号（PLATE NUMBER）。在美钞正面右下角检查字母的右边，或在检查字母的下边，印有很小的数字，这是正面版号。背面右下面，或在右中的数字，是背面版号。
- 由一或两个开头字母加上8个数字和一个末尾字母组成。法律规定每一个号码只能出现一次，因此美国联邦储备银行有时就印制将连号的末尾改成星号（star note）的美元来替补在印刷过程中被损坏的美元。印有星标的美元与其他任何同一券种的美钞之间都没有区别。
- 券种印于纸币正面的上方，参见下文历史上美钞的不同版本。

### 历史上美钞的不同版本
在《独立宣言》发表以前，美国大陸就已经使用纸钞了。美国的货币史最早可上溯到1690年，殖民地麻省發行了第一张纸币，以弥补军事行動的花费，这种做法很快辗转在十三個殖民地中流传，但因手工雕刻铜版容易磨损、需要不断修版，所以无法保持成品的一致性，结果使不法之徒有了可乘之机，最终伪钞到处泛滥，于是这些钞票很快就被废弃了。
- 到了1764年，英国当局在对北美殖民地货币多年来的限制后，终于下达一项对殖民地发行货币的禁令。后来，由于对英独立战争，北美殖民地资金消耗很大，大量的金银被英国作为税收征收，导致美国国内资金缺乏。十三個殖民地的联合政权大陆会议（美国大陆国会）为了筹集资金，于1775年5月10日在麻省举行了会谈并于6月22日批准发行了总价值为两百万美元的一种可兑换西班牙银元之纸币，称为大陆币（Continental Congress）。但是由于不久便出现了伪钞，因此导致它的价值实用很小，以致美國俚語中将不值钱的东西称为“还不如一个大陆币”。该券于1781年被银行券（即为由银行发行的，可在该银行范围内自由兑换金属货币的纸钞）取代。
- 1781年12月31日，费城的北美银行成为首家国家银行并获得发钞特许权。1789年美国宪法公布后，纽约银行和普罗维登斯银行也获特许发行货币（直到1836年）。1785年7月6日，美国国会正式通过将元（Dollar）作为法定货币单位。1791年美国国会又特许“美国银行”二十年期作为美国财政部国库代理人。此乃第一个为政府履行中央银行功能的银行，一直运作至1811年国会拒绝续订此银行的特许状为止。了解到必须有中央银行系统迎合国家财务的需要，国会于1816年特许第二家“美国银行”再拥有二十年期代理。1877年时，财政部制版印刷局开始印刷所有美国货币。

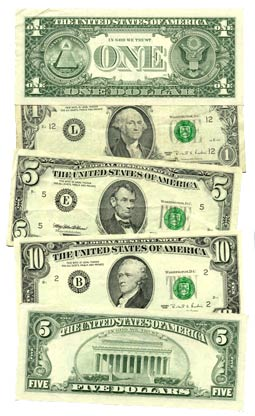
美国联邦储备券（US Federal Reserve notes - "Greenbacks"）

- 1861年，为了筹措南北战争的费用，美国国会立法，授权财政部直接发4.5亿元无铸币和黄金担保、不兑现的“即期票据”（Demand Notes）。出于防止伪造的目的它使用难于照相复制的绿色油墨（卤化银感光剂对绿光最不敏感），由于技术上的原因，钞票背面使用了比正面深的绿色，由此被称为“绿背票”（greenback），时至今日，美元仍有此外號。严格的来说，这是第一种普及流通的美国货币。它被称为联邦券，也就是政府券（United State Notes）。它的库号和连号均为红色。每一张“即期票据”皆由财政部登记官的代理人及联邦财政总长亲手签名。这一措施不实际，激发了准许登记官及财政部长将签名通过制版印刷于货币上的新法规。此项措施于1862年发行的第一系列政府券开始实行。
- 根据1861年美国立法规定，财政部又发行了国库券（TREASURY NOTE），它只有两种版，1890年和1891年版，用此票在当时可以购买白银和黄金。
- 1862年到1864年期间国民银行法准许各州指定的银行发行以美国公债为准备金的纸币，称为国家银行券（NATIONAL CURRENCY）库印和连号均为棕色，亦称国家券或国家流通券。这些纸币式样繁多，大约有1600家州立的和私人的银行发行货币，7000多种面貌各异的法定货币。所有特许发行纸币的私人银行和州立银行于1863年被要求参加国家银行系统或缴纳10%的钞票发行税。1908年又补充法案，准许国民银行以美国公债以外的债券为准备金发行纸币。到后来国家券形成由联邦储备银行和国民银行的两种主要版本：国民银行发行的版本连号为6位数字，在正面左右两边还印有两个或四个字体粗大的黑色号码另一种连号为8位数字；钞票正面左侧刊有印發該券的联邦储备银行分行的名称，左右方印有4个斜对着的黑色联邦储备区識別代號字母，这是联邦储备银行體系发行的。发行较早的国家券有4个负责人签字，两上角为财政部长和国库主任签字，两下角是該簽發銀行或聯儲分行出纳长和总裁的签字。该券于1935年7月1日起收回不再发行。1928年以后又发行了一种1929年版，这是美国政府财政部在第二次世界大战时为了筹措军费，于1942年12月以国家券的形式发行的6.6亿美元钞票。
- 为了兑取黄金，美国政府于1870年开始发行了金币券（GOLD CERTIFICATES）它的库印、连号是黄色，亦称金元券。该券票面上印有“持有人可凭此兑取金币”字样。它是由美国财政部发行以百分之百黄金作准备的货币。从南北战争结束到1933年，金币券可自由兑换金币，并作为美国货币供应的一部分在市面上流通。1931年随着金本位制崩溃，1933年金币券也就停止兑换黄金。
- 出于防止银元私运出国的目的，美国于1878年开始发行了银币券（SILVER CERTIFICATES）。库印、连号是蓝色，亦称银元券。是根据1878年和1886年通过的法律发行的，它可以兑换等值的银币，后来由于银价的上涨，从1968年6月24日起，银元券不能再兑换银元。另外，还有一种黄色库印蓝色连号的银币券，这是第二次世界大战时美国军队在北非使用的军用票。黄印是区别于蓝印，以备落入敌人手里可以作废。大战结束后，许多黄印纸币流通很广，已和其他美元票券同样使用。
- 第二次世界大战珍珠港事件後，为了防止万一夏威夷群岛沦陷、大量美元落入日军手中，发行了夏威夷券。这不是一个独立的券类，而是在已有的券种（联邦储备券和银币券）钞票上加印黑色“HAWAII”字样，背面则以较大字体的空心“HAWAII”横印在钞票中间，库印和连号是棕色。大战结束後仍为合法货币，到处流通。
- 美国在朝鲜战争中，在韩国发行了一种军用票，票面上印有“军人战争区偿付凭证”字样，限定在战区使用，不作一般货币流通。这种票于已于1954年5月25日宣布作废。

上文中所述的1861年至1928年发行的各种钞票，票幅较大，尺寸不分券类和面额均为178毫米×73毫米，美国财政部命令于1922年开始收回，但仍是美国法定货币，可向美国银行兑换。1913年12月23日，美国国会通过了《联邦储备法》建立了联邦储备制度。按照“法案”的规定，全国划分了12个联邦储备区，每一个区在一个指定的中心城市（联邦储备市）设立一个联邦储备银行，在全国有12家联邦储备银行，行使中央银行的职能，这样在美国共有12家联邦储备银行行使中央银行职能。在首都华盛顿设立了联邦储备委员会，作为最高领导机构。联邦储备银行于1914年11月16日开始发行了作为法定货币的联邦储备银行券（FEDERAL RESERVEBANK NOTES）用以换回国民银行券，1945年6月12日起，这种券收回不再发行。同时发行了一种联邦储备券（FEDERAL RESERVE NOTES）作为日常大量的通用货币。按规定联邦储备券应有充足的担保，其担保物是黄金或政府债券，高级或短期商业证券。它的连号和库印为绿色。目前人们所能接触到的99%均为联邦储备券，其他的还有少量的政府券和银币券。

## 硬币
美国流通硬币共有1分、5分、10分、25分、50分、1元6种面额，美国历史上曾有6位著名总统的头像分别出现在这6种面额的硬币上。
- 1美分图案是美国历史上广为人知的林肯总统侧面头像，是林肯诞辰100周年（1909年）开始发行的；
- 5美分图案是为纪念美国第三任总统，即美国《独立宣言》起草人杰斐逊离任回归故居130周年（1938年）发行的；
- 10美分图案是实施新政的小罗斯福总统逝世一周年（1946年）时发行的；
- 25美分是美国最常见的辅币，是美国开国总统华盛顿诞辰200周年时（1932年）发行的；
- 50美分硬币是美国历史上最年轻的总统約翰·肯尼迪的头像，1963年11月22日，肯尼迪不幸遇刺身亡，为了纪念他，美国于1964年起改用肯尼迪头像作50美分的图案；
- 1美元硬币有两种图案，一种是1961年发行的采用艾森豪威尔总统头像图案，由于此币外径太大（直径38.1毫米，俗称大1美元），流通使用很不方便，因此，于1981年起重新发行小1美元（直径为26.5毫米，比半美元外径还小些），图案换成美国女权运动活动家苏珊·安东尼的头像。1999年11月18日在费城造币厂首发了金黄色的美元1元硬币（昵称“金色元”，golden dollar）图像为印第安妇女“萨卡加维亚”（Sacagawea）背负襁褓中的幼子“巴蒂斯特”（Jean Baptiste）。为了表彰美国原住民妇女及她们对美国的贡献。

### 暗记
在美元硬币上不那么显著的地方有一些用来表明其身份的暗记。在正面人的下方，会有一个大写字母来表示它是由哪家铸币厂制造的。其含义如下：
- P－费城铸币局（PHILADELPHIA MINT）
- D－丹佛铸币局（DENVER MINT）
- S－旧金山铸币局（SAN FRANCISCO MINT）
- W－西點鑄幣局（WEST POINT MINT）

通常所说的P版、D版美元等也就是不同铸币厂的版本，它们可能会在细节上有微小的出入。
| 画像 | 画像 | 面额(¢) | 硬币     | 硬币    | 硬币           | 图案                           | 图案         | 通称为        |
| 正面 | 背面 | 面额(¢) | 厚度(mm) | 重量(g) | 材質           | 正面                           | 背面         | 通称为        |
| ---- | ---- | ------- | -------- | ------- | -------------- | ------------------------------ | ------------ | ------------- |
|      |      | 1       | 19.05 mm | 2.50 g  | 銅             | 亚伯拉罕·林肯                  | 联盟之盾     | “Penny”       |
|      |      | 5       | 21.21 mm | 5.00 g  | 白銅           | 托马斯·杰斐逊                  | 蒙蒂塞洛     | “Nickel”      |
|      |      | 10      | 17.91 mm | 2.268 g | 铜芯，表面镀镍 | 富兰克林·罗斯福                | 火炬和橄榄枝 | “Dime”        |
|      |      | 25      | 24.26 mm | 5.67 g  | 铜芯，表面镀镍 | 乔治·华盛顿                    | 白头海雕     | “Quarter”     |
|      |      | 50      | 30.61 mm | 11.34 g | 铜芯，表面镀镍 | 约翰·肯尼迪                    | 美国总统纹章 | “Half Dollar” |
|      |      | 100     | 26.50 mm | 8.10 g  | 黄銅           | 无固定样式，历任美国总统之头像 | 自由女神像   | “Dollar Coin” |

## 海外流通與發展
欧洲美元（Eurodollar），是指储蓄在美国境外的银行，不受美国联邦储备系统监管之美元的統稱。這只是一個概念性來說，經過金融歷史形成的詞彙，不涉及具體地區，因此，存放在亞洲銀行系統的美元也是叫做欧洲美元。
與美國境內的存款不同，歐洲美元的利率完全由市場決定。現時，CME及ICE提供多款歐洲美元期貨及期權供投資者交易，管理利率風險。

## 仿冒事件
- 超級美鈔事件